# Aleks de Drie
Nicolaas Alexander de Drie (Paramaribo, 20 december 1902 - aldaar, 4 november 1982) was een Surinaamse verteller en banya-leider.
Aleks (of ook: Aleksi) de Drie was visser en marktkoopman. Hij was bonuman (genezer, leider van wintirituelen), kenner en leider van banya (oude creoolse dansvorm) en – samen met Harry Jong Loy – een van de bekendste vertellers van creoolse volksverhalen, ook voor de SRS-radio. Trudi Guda nam zijn werk – geheel in het Sranan – op en transcribeerde het in twee uitgaven van de afdeling Cultuurstudies van het Surinaamse ministerie van Onderwijs en Cultuur: de alternatieve autobiografie Wan tori fu mi eygi srefi [Een verhaal over mezelf] (1984) en een bundeling van 40 vertellingen: Sye! Arki tori! [Stil! Luister naar dit verhaal] (1985). Een verhaal uit deze laatste uitgave is in Nederlandse vertaling opgenomen in Verhalen van Surinaamse schrijvers (1989) en een ander in Mama Sranan; 200 jaar Surinaamse verhaalkunst (1999).
In 2020 was aan Aleks de Drie een maand op de Iconenkalender van NAKS gewijd.

## Over Aleks de Drie
- Michiel van Kempen, Een geschiedenis van de Surinaamse literatuur. Breda: De Geus, 2003, deel I, pp. 171-172.